# 601.
◄ | 6. stoljeće | 7. stoljeće | 8. stoljeće | ►
◄ | 570-ih | 580-ih | 590-ih | 600-ih | 610-ih | 620-ih | 630-ih | ►
◄◄ | ◄ | 598. | 599. | 600. | 601. | 602. | 603. | 604. | ► | ►►
Astronomija • Književnost • Kršćanstvo • Pravo • Promet

## Smrti
- Rekared I., vizigotski kralj

## Vanjske poveznice
|  | Zajednički poslužitelj ima još gradiva o temi 601. |